# Dionísio, o Areopagita

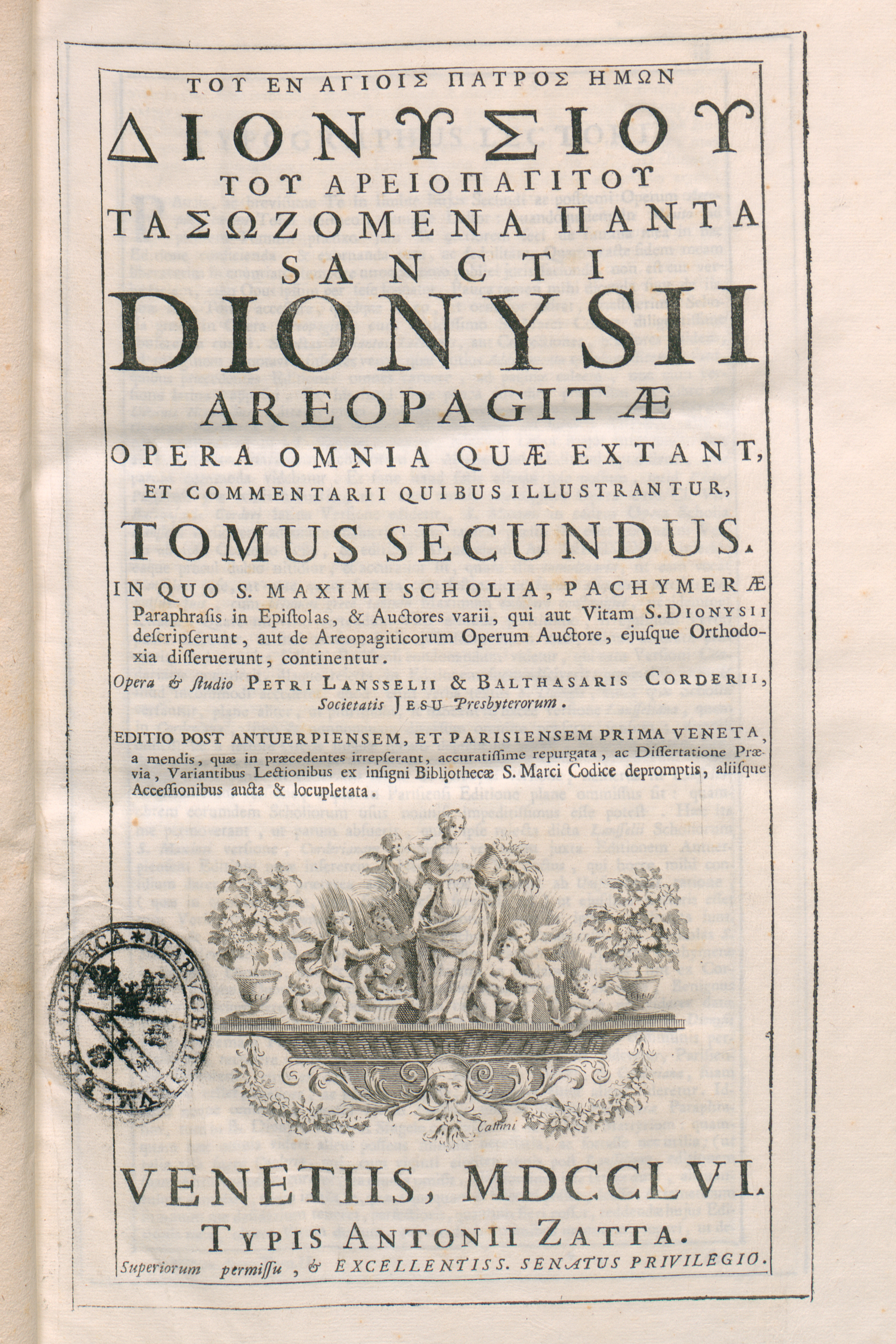
Dionysiou Ta Sozomena Panta (1756)

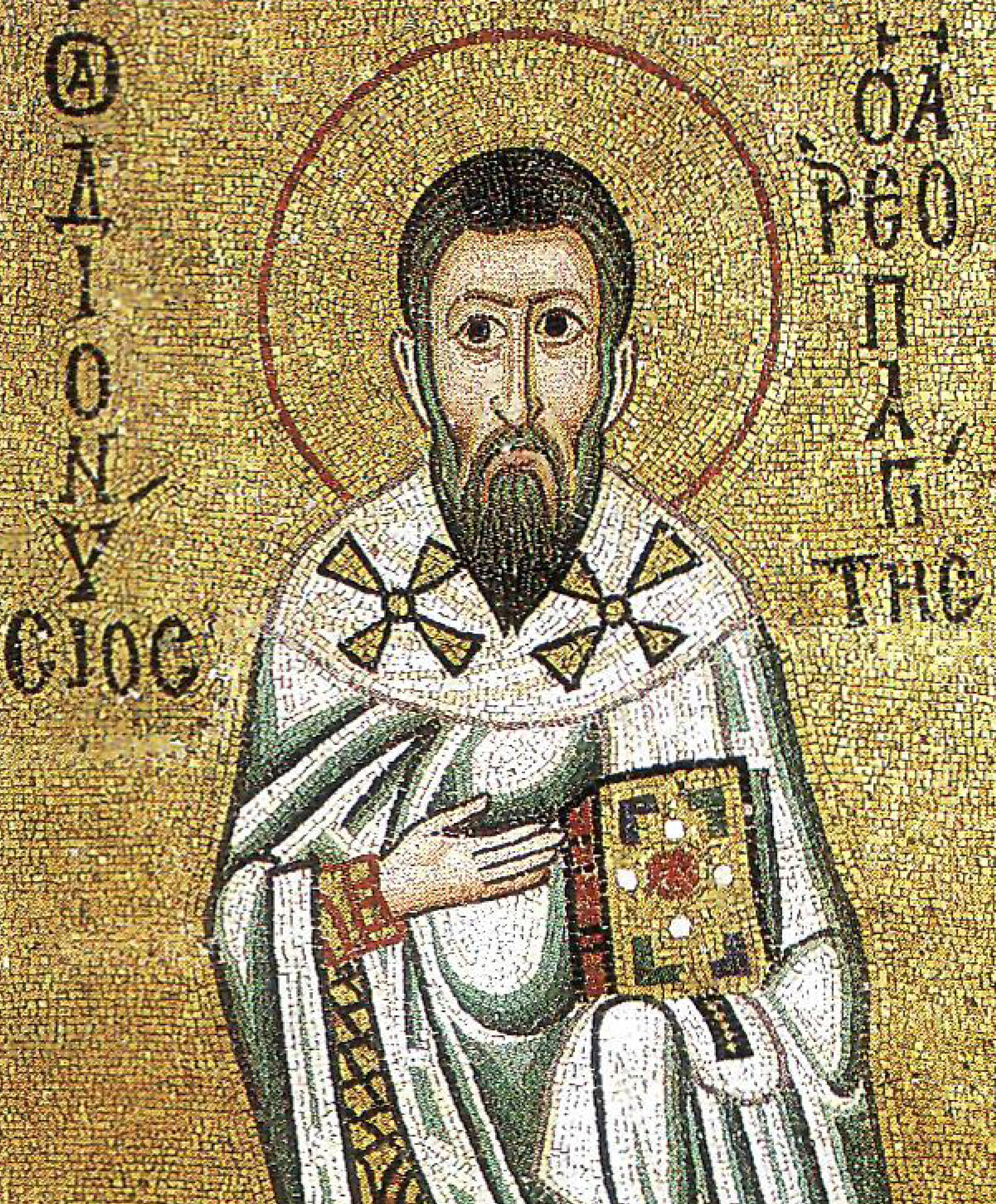
Afresco de Dionísio no mosteiro Hosios Loukas

Dionísio, o Areopagita (/ˌdaɪəˈnɪsiəs/; em grego:  Διονύσιος ὁ Ἀρεοπαγίτης, Dionysios ho Areopagitês; séc. I) atuou no Tribunal de Areópago e foi Bispo de Atenas. Convertido ao Cristianismo e batizado pelo próprio Apóstolo Paulo, Dionísio é venerado como santo pela Igreja Ortodoxa, entre outras denominações.

## Vida
Conforme relatado nos Atos dos Apóstolos, ele foi convertido ao Cristianismo pela pregação do Apóstolo Paulo durante o sermão do Areópago, segundo Dionísio, Bispo de Corinto, citado por Eusébio de Cesareia. Foi um dos primeiros atenienses a acreditar em Cristo.
A tradição sustenta que, mais cedo, em tenra idade, ele se viu em Heliópolis do Egito (perto do Cairo), exatamente na época da crucificação de Cristo em Jerusalém. Naquela sexta-feira, na época da crucificação de Cristo, segundo o evangelho: "Do meio-dia às três da tarde, trevas vieram sobre toda a terra". O jovem Dionísio ficou chocado com esse fenômeno paradoxal e exclamou: "Deus sofre ou está sempre desanimado" ("Deus sofre ou está perdido tudo"). Ele teve o cuidado de anotar o dia e a hora desse evento sobrenatural da escuridão do sol.
Quando Dionísio voltou a Atenas, ouviu a pregação do apóstolo Paulo no monte Areópago, em Atenas, falando sobre aquela escuridão sobrenatural durante a crucificação de Jesus, dissolvendo qualquer dúvida sobre a validade de sua nova fé. Ele foi batizado com sua família em 52 d.C. Assim, quando Dionísio ouviu Paulo pregar sobre Cristo no Monte Areópago, em Atenas, recordou essa experiência que reforçou sua convicção de que Paulo estava falando a verdade sobre Jesus como o Messias e Salvador do Mundo há muito prometido.
Relatos históricos apontam que, quando soube que a Mãe de Cristo, Maria, morava em Jerusalém, viajou a Jerusalém para encontrá-la. A partir dessa reunião, ele disse: "Sua aparência, suas feições, toda sua aparência testemunham que ela é realmente Mãe de Deus". Em Jerusalém, ele também descobriu onde Maria dormiu e partiu deste mundo para se juntar ao seu Filho e ao seu Deus. Depois chorou, como os Apóstolos e outros líderes da Igreja, torrentes de lágrimas, e também assistiu ao funeral de Maria em Jerusalém.
Dionísio sofreu o fim de um mártir cristão ao ser queimado. A sua história foi preservada pelo historiador cristão primitivo, Eusébio de Cesareia, na sua História Eclesiástica.
Após sua conversão, Dionísio se tornou o primeiro bispo de Atenas. Ele é venerado como santo nas igrejas católica e ortodoxa oriental. Ele é o santo padroeiro de Atenas, e é venerado como o protetor dos juízes e do judiciário. Sua memória é comemorada em 3 de outubro. Seu dia de nome na Igreja Ortodoxa Oriental é 3 de outubro e na Igreja Católica é 9 de outubro.
Em Atenas, existem duas grandes igrejas com esse nome: uma no bairro Kolonaki, na rua Skoufa; enquanto a outra é a Metrópole Católica de Atenas, na rua Panepistimiou. Seu nome também ostenta a passarela de pedestres ao redor da Acrópole de Atenas, que atravessa a rocha do Areópago.
Dionísio é o santo padroeiro de Gargalianoi da Messénia, bem como na vila de Dionysi, no sul da unidade regional de Heraclião. A vila recebeu o nome dele, e é a única da ilha de Creta com uma igreja em homenagem a são Dionísio Areopagita.

## Confusões históricas
No início do século VI, uma série de escritos de natureza mística, empregando linguagem neoplatônica para elucidar ideias teológicas e místicas cristãs, foi atribuída ao Areopagita. Eles são reconhecidos há muito tempo como pseudepigrafia, e seu autor agora é chamado de " Pseudo-Dionísio, o Areopagita" pela maior parte da academia, mas a igreja ortodoxa continua a atribuir tais escritos a São Dionísio, o Aeropagita.
Dionísio foi identificado erroneamente com o mártir da Gália: Dionísio (Dênis ou Dinis), o primeiro bispo de Paris. No entanto, esse erro de um escritor do século IX é ignorado, e cada santo é comemorado em seu respectivo dia.